# Фридрих Ницше (награда)
Международната културна награда „Фридрих Ницше“ (на немски: Friedrich-Nietzsche-Preis) се присъжда от 1996 до 2012 г. от провинция Саксония-Анхалт в чест на поета и философ Фридрих Ницше. Дава се за немскоезично есеистично или научно произведение по философски предмети или въпроси.
След 2015 г. отличието продължава да съществува като Международна културна награда „Фридрих Ницше“.
До 2016 г. Наградата се присъжда на всеки две години, а след това – на всеки три години.
Отличието е на стойност 15 000 €.

## Носители на наградата (подбор)
- Рюдигер Сафрански (2000)
- Дурс Грюнбайн (2004)
- Мартин Валзер (2015)